# 2019冠狀病毒病浙江省疫情
| 地级市                                                                                 | 確診 | 死亡 | 治愈 |
| 浙江省                                                                                 | 6147 | 1    | 4829 |
| -------------------------------------------------------------------------------------- | ---- | ---- | ---- |
| 杭州市（含输入性病例）                                                                 | 1753 | 0    | 215  |
| 温州市（含输入性病例）                                                                 | 830  | 1    | 515  |
| 绍兴市                                                                                 | 700  | 0    | 429  |
| 宁波市（含输入性病例）                                                                 | 744  | 0    | 269  |
| 嘉兴市（含输入性病例）                                                                 | 213  | 0    | 52   |
| 台州市（含输入性病例）                                                                 | 287  | 0    | 149  |
| 金华市（含输入性病例）                                                                 | 283  | 0    | 243  |
| 衢州市（除十里丰监狱）                                                                 | 274  | 0    | 14   |
| 十里丰监狱（衢州）                                                                     | 36   | 0    | 36   |
| 舟山市（含输入性病例）                                                                 | 112  | 0    | 11   |
| 丽水市（含输入性病例）                                                                 | 71   | 0    | 36   |
| 湖州市（含输入性病例）                                                                 | 192  | 0    | 12   |
| 待明确（含输入性病例）                                                                 | 650  | 0    | 2814 |
| 截至2022年12月19日 （確診個案數據包含已痊癒病例和死亡病例） 来源：浙江省卫生健康委员会 |      |      |      |

2019冠狀病毒病浙江疫情，介紹在2019冠狀病毒病疫情中，在中华人民共和国浙江省發生的情況。截止至2022年12月19日24时，浙江省境内共累積6147例2019冠状病毒病确诊病例（含2020年2月10日通报核减的12例在浙江省治愈的外省病例），累计出院4829例，累计死亡1例，现有确诊病例1317例。其中有境外输入确诊病例744例。截止2022年12月19日24时，累计报告本土确诊病例5403例，累计死亡1例
浙江全省病例在2020年初的疫情爆发过程中，由于多数在武汉的温商春节前集中返乡，加上很多外地人员在温州工作和生活，导致温州市确诊病例位居浙江乃至湖北以外地级市首位，因此温州市的防疫工作一直是浙江省防疫工作的重点。

## 確診個案

### 各地级市病例分布
以下为各地级市的确诊病例分布情况，资料来源为各地级市官方网站。
| 地级市       | 确诊病例 | 病例分布及备注 |
| ------------ | -------- | --- |
| 杭州市       | 1753     | 余杭区83例，桐庐县25例，江干区19例，萧山区72例（其中机场检疫1例，含2020年2月10日通报核减的12例，含2021年10月31日邻省途径协查通报拦截的1例），西湖区17例，拱墅区39例（含原下城区7例），上城区21例，钱塘区14例，滨江区59例，富阳区51例，临安区6例，建德市3例、临平区1例、境外输入15例、待明确1331例 |
| 宁波市       | 744      | 海曙区84例，江北区11例，镇海区86例，北仑区129例，鄞州区24例，奉化区6例，宁海县13例，象山县8例，余姚市21例，慈溪市27例，高新区4例，东钱湖1例，前湾新区2例、境外输入18例、待明确310例 |
| 温州市       | 830      | 鹿城区71例、龙湾区21例、瓯海区36例、洞头区6例、乐清市173例、瑞安市76例、永嘉县52例、文成县11例、平阳县40例、泰顺县20例、苍南县14例、龙港市11例、瓯江口产业集聚区1例、浙南产业集聚区1例、境外输入12例、待明确283例                                                                                 |
| 嘉兴市       | 213      | 南湖区10例、秀洲区16例、经开区3例、嘉善县13例、平湖市41例、海盐县1例、海宁市64例、桐乡市9例、境外输入4例、待明确52例 |
| 湖州市       | 192      | 吴兴区10例，南浔区5例，德清县10例（其中境外输入病例2例），长兴县3例、安吉县2例、待明确158例 |
| 绍兴市       | 700      | 越城区27例、柯桥区16例、上虞区395例、诸暨市10例、嵊州市3例、新昌县2例、待明确247例 |
| 金华市       | 283      | 婺城区73例、金东区13例、兰溪市3例、东阳市34例、义乌市105例、永康市10例、浦江县9例、境外输入3例、武义县1例、待明确32例 |
| 衢州市       | 274      | 柯城区16例、衢江区77例、江山市14例、常山县6例、开化县11例、龙游县1例、待明确139例 |
| 舟山市       | 122      | 嵊泗县1例、普陀区1例、定海区6例、岱山县3例、待明确84例（其中永乐浚贰）”轮8例、境外输入17例（其中“弘进轮”船员16例） |
| 台州市       | 287      | 椒江区12例、黄岩区21例、路桥区22例、临海市9例、温岭市65例、玉环市1例、天台县8例、仙居县14例、三门县15例、台州湾集聚区4例、境外输入2例、待明确114例 |
| 丽水市       | 71       | 青田县25例（其中境外输入病例19例）、庆元县7例、缙云县2例、景宁县1例、松阳县1例、莲都区6例、云和县1例、待明确28例 |
| 省十里丰监狱 | 36       | 36 |
| 未明确       | 650      | 境外输入650例 |

### 时间线

#### 2023年
1月9日，浙江省當局表示，該省第一波感染高峰已经平稳渡过。
2月19日，杭州西湖区某公办小学发出通知，表示该校二（3）班有10人出现发热、咽痛等症状，抗原检测为阳性。根据上级文件决定，该班2月20日—23日停课四天，无身体不适症状并且抗原或核酸检测为阴性的学生于2月24日回校上课。2月20日，西湖区教育局发布通报，表示这10人均为首次感染且为轻症。另据杭州市疫情防控指挥部消息，杭州有两所学校15名学生检出新冠阳性。杭州市疫情防控指挥部相关负责人介绍，杭州个别学校班级出现数名学生感染新冠病毒（均为首次感染），属于正常现象，并不代表新一波流行的开始。

## 大规模传染

### 天童寺祈福活动
1月17日，家住宁波的胡某娣参与一场聚餐，同时参加的有武汉至宁波人员参与。1月19日上午10时，胡某娣参与由“佛之源名山朝圣团”组织的天童寺朝圣活动，当天发病，其丈夫、女儿也于1月22日发病。至3月6日，同车68人中共有23人确诊，另有两名无症状感染者，感染率达到36.76%。此外，参与佛事活动的人员另有5人感染，家庭传播2人。该超级传播者共导致28人感染，另有4人为无症状感染者。由该超级传播者直接和间接传播的感染者至2020年3月初共有67人，占到截至当日宁波所有感染者的42.7%，另有15例无症状感染者。针对该传播事件，宁波市对该超级传播者的密切接触者在中国《新型冠状病毒肺炎防控方案》规定的14天隔离期基础上，增加7天额外的隔离期，并增大检测频率，因而发现了更多感染者。天童寺方面否认活动为寺院组织，朝拜活动为信众自行组织，且寺僧并未感染。

### 十里丰监狱
位于衢州市的十里丰监狱狱警罗某曾于1月14日前往武汉看望家人，往返均乘坐高铁。在汉期间罗某曾与妻子、儿子、女儿、父母及表哥一家密切接触，并曾外出前往当地超市，19日返回单位后一直上班至1月25日。1月27日罗某被属地疾控部门要求配合检测并确诊为阳性。2月21日，浙江发布的疫情公告将十里丰监狱从衢州市剥离，同时根据浙江省监狱管理局的消息，十里丰监狱内2月20日有27名新确证病例，全部为在押囚犯，加上之前计入衢州市的7例，监狱共有34名囚犯感染。十里丰监狱疫情发生后，监狱政委和监狱长已被免职，公安机关对一名涉事干警立案调查，同时浙江省司法厅派出督导组进驻省十里丰监狱现场督查。

### 意大利返乡青田华侨
意大利约有10万名青田华侨，每年农历新年或清明节时期这些华侨有返乡祭祖的习俗。新冠病毒病在意大利大规模暴发后，部分华侨选择提早回乡。3月2日丽水市青田县报告首例由意大利倒灌输入的病例，3日新增7例，导致当地防疫压力陡增。而此前丽水市于2月27日庆祝17名新冠肺炎确诊病例全部出院，使其成为浙江首个清零的地级市；同日青田县发布《青田侨眷侨属告知书》，希望在外华侨若无无特殊情况应暂缓回国，即使回国应向政府报备并接受隔离14天。目前约有数百名居住在意大利的青田华侨返乡。3月4日“青田发布”再次对侨胞发布回国法律风险提示。
3月10日，青田县公安局发布消息称，青田县确诊的6例输入性病例，在回国前出现咳嗽、头痛、发热等症状，因入境时未按规定如实申报健康状况，违反《中华人民共和国刑法》《中华人民共和国传染病防治法》，青田县公安局决定对涉嫌妨害传染病防治罪的王某某、叶某等6人立案调查。

### 2021年12月杭绍甬聚集性感染
2021年12月5日开始，宁波、绍兴和杭州相继发生本土疫情，截至12月8日三地累计报告阳性感染者41例，包括确诊病例12例、无症状感染者13例、初筛阳性16例。其中，宁波镇海累计报告确诊病例8例，无症状感染者5例、初筛阳性5例；绍兴上虞累计报告确诊病例2例，无症状感染者5例、初筛阳性11例；杭州累计报告确诊病例2例，无症状感染者3例。浙江省卫健委主任张平12月7日表示，镇海疫情为一起独立疫情，与绍兴上虞、杭州萧山疫情无本地关联，有一名无症状感染者曾与5名感染者在同在一家艾灸馆理疗；上虞、萧山疫情均指向同一场葬礼。12月12日，紹興市新冠肺炎疫情防控辦發布的公告顯示，上虞區舜傑路大通超市已初步發現有多名檢測陽性人員，並要求12月2日至9日進出該超市的市民盡快向當地社區（村）報告，也令上虞区成为本轮疫情以来确诊病例最为集中的区域。截至12月21日下午4时，杭州、宁波、绍兴三地均实现了社会面无新增，新增病例均在隔离点发现。

### 2022年1月杭州聚集性感染
2022年1月26日开始，杭州通报一例本土新冠阳性病例，后确定为奥密克戎毒株，与杭州之前发生的多次疫情无关联。在1月27日的央视新闻的采访中，浙江省卫健委副主任夏时畅表示，杭州市本轮疫情是由慧而特（中国）餐饮设备有限公司引起，慧而特公司在1月19日举办过年终总结会，一些员工返乡过节，所以有3例已经溢出到省外，另外在企业附近的隔壁小区里举行过婚宴，婚宴当中也发现了病例。1月28日，浙江省疾控中心副主任楼晓明在省疫情发布会上介绍，从目前流行病学调查分析，本次疫情传播链比较清晰。初步判定由物传到人，再由人的具体活动传播。1月30日，杭州市富阳区政府副区长詹艳青介绍，富阳区疫情是来自参加婚宴以及带孩子到母婴馆洗澡集聚而发病，在13例的病例中，其中4例是来自婚宴，8例是来自母婴馆。1月31日，浙江省卫健委副主任孙黎明在省疫情防控工作新闻发布会上称，1月29日的发布会以来，所有新增病例全部来自集中隔离点，提示社会面风险已基本得到控制。截止至2022年2月3日24时，杭州本次聚集性感染114例，确诊病例114例。

### 2022年4月金华聚集性感染
2022年4月15日，金华市通报两例本土新冠阳性感染者，随后金华市区启动新冠肺炎疫情Ⅱ级应急响应。16日，婺城区启动新冠肺炎疫情Ⅰ级应急响应，停运市内公共交通。婺城区（含金华开发区）、金东区开始全民核酸检测，4月17日零时起，暂停办理铁路金华站、金华南站的旅客进出站乘车业务（在途列车除外）。截止至18日17时，金华市本轮疫情共报告新冠病毒阳性感染者83例，呈现出明显聚集性，80%以上感染者均在婺城区白龙桥镇。4月22日，省疫情防控工作新闻发布会上通报，金华市婺城区白龙桥镇的聚集性疫情与近期省外疫情相关，流调显示基因序列高度同源，基本判定为高速服务区出口沿国道两旁过路货车司机经修车、餐饮、休息等途径带入，经隐匿传播引起家庭、企业、村庄等局部聚集性疫情。截止至4月22日14时，本轮疫情累计报告阳性感染者164例，其中确诊病例36例；无症状感染者128例。4月20日首次市区实现社区清零，提示疫情拐点显现。截止至4月28日，本轮疫情累计报告阳性感染者189例，其中确诊病例73例；无症状感染者116例。自4月29日零时起，解除全市新冠肺炎疫情防控Ⅱ级应急响应，转为常态化疫情防控。自5月1日零时起 ，恢复金华站、金华南站旅客进出站乘降业务。

### 2022年8月义乌聚集性感染
2022年8月2日，义乌市通报4例本土新冠阳性感染者，3日起进入疫情防控临时管控。4日确定本轮新冠病毒为奥密克戎BA.5.2，4日开始起，金华轨道交通金义东线义乌段车站停运，交路调整为金华站——东华街。截至8月6日下午14时，本次疫情累计报告本土确诊病例28例，其中金华市27例（包括义乌24例、兰溪1例、东阳1例、浦江1例），丽水市1例（在莲都区）；本土无症状感染者190例，其中温州市1例（在瓯海区），绍兴市2例（在诸暨市），金华市186例（包括义乌169例、兰溪5例、东阳11例、浦江1例），衢州市1例（在江山市）。在7日浙江省新冠肺炎疫情防控工作新闻发布会上，确定首发病例7月29日返浙前7天内有省外本土聚集性疫情发生地区旅居史，经病毒基因测序，为奥密克戎BA.5.2变异株，且与省外疫情发生地区的毒株高度同源。10日，金华市升级全市疫情防控管控措施。11日开始，义乌市开始静默管理。14日起，义乌市解除部分街道（镇）静默管理，18日，义乌国际商贸城一区至五区市场恢复常态化运营。截止至20日，义乌市累计报告本土新冠病毒阳性感染者710例，其中91例新冠肺炎确诊病例、619例新冠肺炎无症状感染者，义乌市已连续6天无社会面新增。21日，义乌全域解除静默管理。24日，义乌市恢复常态化疫情防控，金义东市域轨道交通金义段（金华站-秦塘站）恢复试乘。

### 解除常态化疫情防控后
在2022年12月25日的省124次新冠肺炎疫情防控工作新闻发布会上介绍，日前，浙江日新增报告阳性人员数已突破100万例，根据近期病例监测和社区抽样调查结果，对感染情况进行预测，预计浙江高峰将提前到达，在元旦前后进入高位平台期，期间日新增阳性人员最高将达200万，高峰期预计维持一周左右。

## 相關措施
杭州萧山国际机场从2020年1月20日晚间开始对航站楼旅客通道等重要场所进行全面消毒，对来自疫情发生地武汉的所有进港航班固定廊桥和机位，并对进港航班的人员实施体温检测。除杭州机场外，浙江省内宁波、温州、台州、义乌等机场，（舟山、衢州机场暂没有武汉往返航班）等机场，都启动了对武汉进港航班旅客的体温检测工作，并与相关卫生检疫部门建立应急处置程序、信息通报流程。
1月23日，浙江省人民政府紧急召开全省新型冠状病毒感染的肺炎疫情防控工作视频会议。会议决定，根据《浙江省突发公共卫生事件应急预案》，浙江省启动重大公共突发卫生事件一级响应。
1月29日起，杭州地铁1、2、4号线全天行车间隔调整为9分30秒，并调整1号线运营交路。
1月31日，浙江省制定了《儿童新型冠状病毒感染的肺炎诊疗指南（试行第一版）》。
2月1日，溫州要求企业2月17日后复工，学校3月1日后开学。温州省际、市际和各县（市、区）客运班线全部暂停。市域铁路S1线、市区公共交通和轮渡暂停运营。乐清、瑞安等地区客运班线及公交暂停。温州站所有列车及温州南站部分列车停运。
2月2日至8日24時，温州市在全市範圍實行市民出行管控措施，包括嚴格控制市民出行。该通告明确溫州全市每戶家庭每兩天可指派一名家庭成員出門採購生活物資，其他人員除生病就醫、疫情防控工作需要以及在保障公共事業運行、群眾生活和其他涉及重要國計民生相關企業上班之外，原則上不要外出。不過此措施引起部分溫州居民不滿，甚至出現居民和武警衝突場景。同日10时起，温州临时关闭46个高速收费站，仅保留9个高速收费站正常开放。同日下午，杭州市教育局制定并下发《杭州市中小学2020年春季学期延期开学时段开展远程教学实施方案》，对延期开学期间各地各校组织学生利用互联网模式开展远程教学作出部署，实现“停课不停学”。
2月3日，杭州市拱墅区、余杭区、淳安县先后宣布启动管控措施，严格控制人员进出。
2月4日凌晨，杭州市人民政府发布通告，决定实施“防控疫情，人人有责”十项措施，市内所有村庄、小区、单位实行封闭式管理。此外，江干区、西湖区、西湖风景名胜区、余杭区、桐庐县、滨江区亦宣布启动管控措施，余杭区、临安区暂停公共交通运营。宁波市、绍兴市、台州市亦有管控措施。

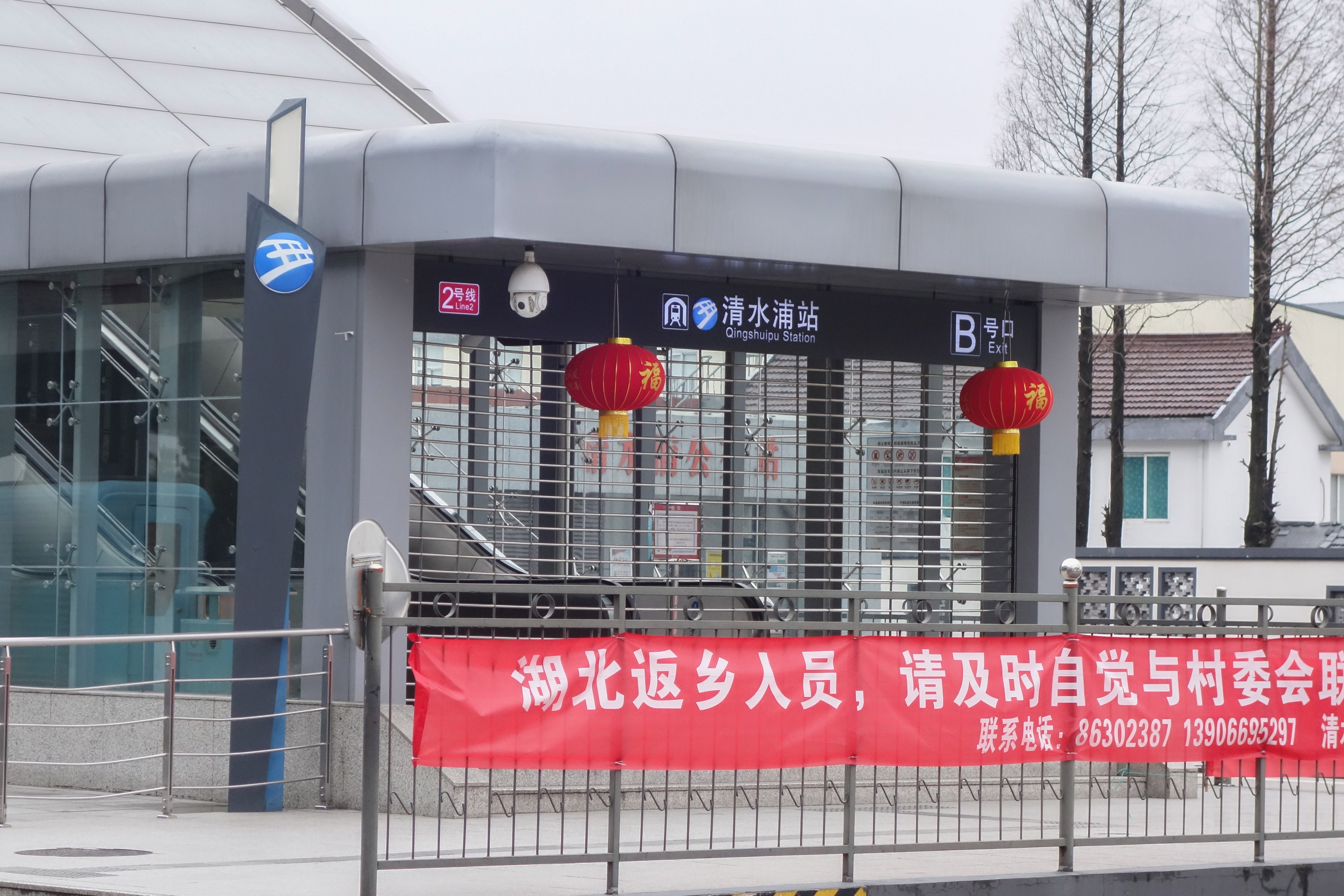
因疫情防控影响，宁波轨道交通暂停运营

2月6日起，宁波轨道交通全路网暂停运营，一直至2月15日大部分区间恢复运营，并自2月20日起实行实名制登记。
2月7日深夜，杭州市市场监督管理局、杭州市医疗保障局发布通知，要求杭州市内各大药房暂停销售退热、止咳药品。之后在2月14日对暂停销售目录进行了调整。2月22日起，杭州所有零售药店恢复向市民销售治疗发热、咳嗽的药品。

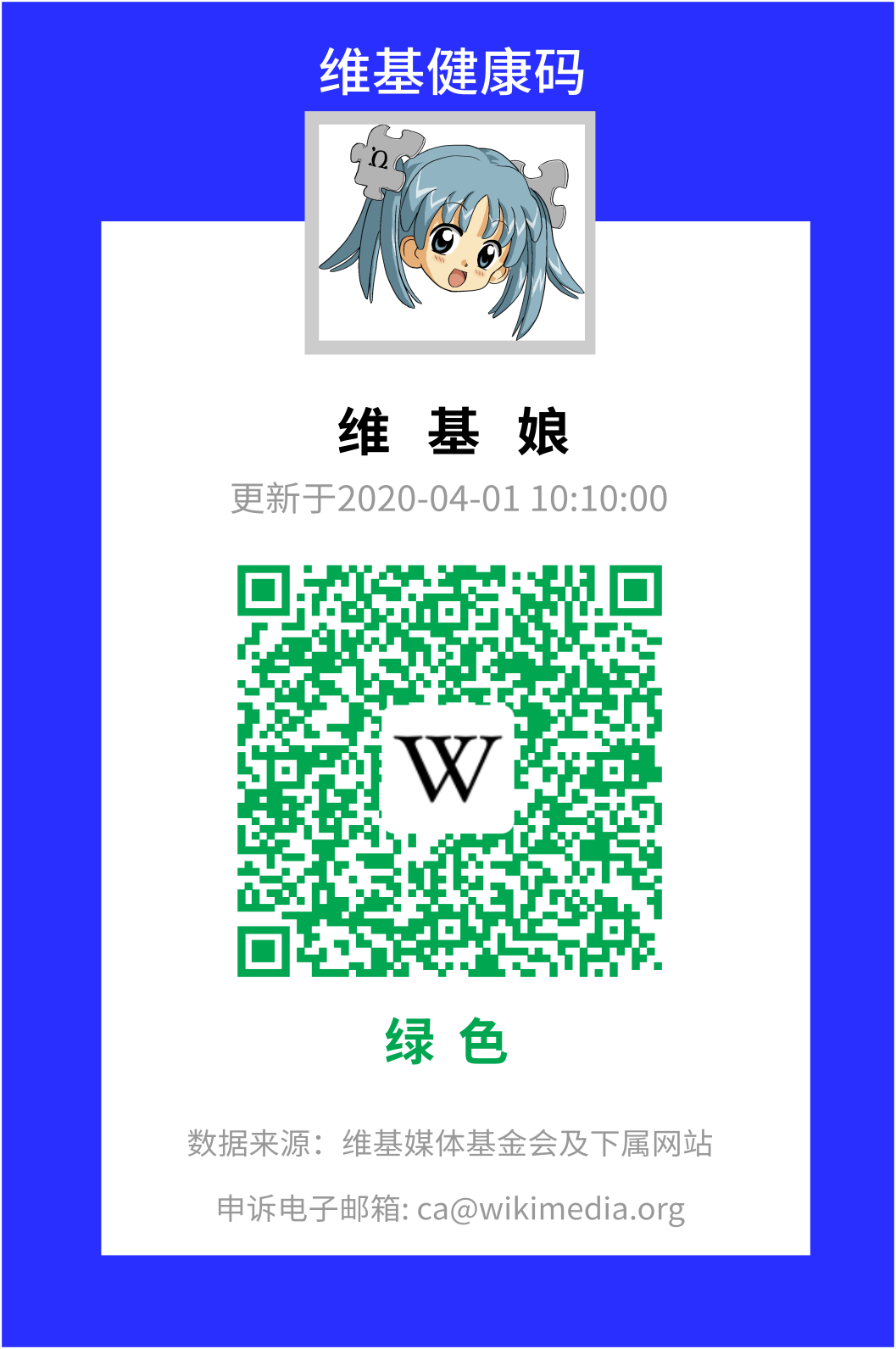
一张模拟的“健康码”

2月11日，杭州市启用“健康码”防控措施，实行“绿码、黄码、红码”三色动态管理。仅有显示绿码的才能进出杭州，如显示红码或黄码的则需要隔离后才能进出杭州。截至2月15日，浙江省杭州、宁波、温州、绍兴、金华、衢州、舟山、台州和丽水均已启用“健康码”，居民和进入相应区域人员可通过网络平台自行申报。
2月16日，杭州地铁恢复正常运营，主城区公交线路恢复正常运营，萧山区、余杭区、富阳区、临安区与主城区公交连接线同步恢复，市域内县际道路客运、机场客运班线恢复正常运营。
2月17日，浙江省除温州以外，立即取消省内高速公路、普通国省道以及农村公路的卡点。
从2月19日零时起，蒼南縣全面解除县、乡镇、村（社、居）卡点，分阶段有序恢复县域城乡公交、短途客运等公共交通。
3月1日，金温铁道公司开始恢复其担当的4对始发列车，温州站亦开始恢复运营。
3月2日，浙江省召开省委常委会会议，会议决定将浙江省疫情防控应急响应等级由一级调整为二级。
3月3日中共召开青田县委常委会扩大会议，县委书记戴邦和要求青田县下一步的防疫工作是劝留海外侨胞“无特殊情况不要回乡”。青田县委副书记、县长周和平表示确需返青的华侨需向原籍政府及青田侨联报备，抵达机场后需由专车送回并隔离。同时青田县政府派驻人员驻守上海浦东国际机场、杭州萧山国际机场和温州机场，管理并安排抵达的华侨返回青田。
3月6日，浙江省启动海外侨胞回国健康信息预申报制度。浙江省侨联已经向全球侨胞发出提示，要求回国的华侨均需提前申报健康信息，对来自或近期到访过境外疫情严重地区回国返浙人员采取隔离医学观察14天措施。
3月21日，杭州市新冠肺炎疫情防控指挥部发布关于调整疫情防控措施的通告。通告称市内公共场所和交通工具取消“测温+亮码”等管控措施。图书馆、文化馆、美术馆、博物馆、非物质文化遗产展示馆、影剧院、室内外体育场馆、餐厅包厢，以及会展、书店、艺术品、演艺、娱乐、网吧网咖等公共和经营场所即日起恢复开放。3月21日，宁波市、舟山市也发布调整疫情防控措施通告，全面恢复生产生活秩序。3月22日，金华市发布调整疫情防控措施通告，全面恢复生产生活秩序。
3月23日，浙江省新冠肺炎疫情防控应急响应级别由省重大突发公共卫生事件二级响应调整为三级响应。同日起，浙江对所有境外入浙人员采取14天集中隔离医学观察措施。
3月26日，杭州市新冠肺炎疫情防控指挥部发布关于加强健康码作用的通知。针对境外来杭人员增加的情况，政府机关、楼宇、商场、景区、博物馆、图书馆等公共场所和医院、学校、养老院等重点场所要继续实行亮码进入措施。
5月6日，杭州市发布《关于有序恢复校外培训机构线下培训活动的通知》，各类校外培训机构经核验符合复课标准的，自5月9日起可陆续恢复开展线下培训。
2021年8月12日，在宁波市北仑区发现无症状感染者后，北仑区暂时关停全区所有网吧、娱乐场所、演出场所、电影院、健身场所、酒吧、足浴店、洗浴中心等人员密集经营场所。全区所有宗教、民间信仰场所暂停开放，停止一切聚集性宗教活动。
2021年12月6日，因发现本土病例，镇海区中小学校停课1天，7日起继续停课。12月7日2时起，宁波市启动I级应急响应，同时对镇海区临时实施封闭管理，全区开展大规模核酸检测。宁波轨道交通2号线运行区段调整为栎社国际机场至大通桥，孔浦至聪园路区段临时停运，此外镇海区内公交线路全线停运，338路缩线运营。镇海区所有小区（村）禁止非居住人员进入，限制居住人员进出；各级党政机关、事业单位实行弹性工作制；除保障民生的企业外，全区其他各类企业暂时停工。12月9日16时起，绍兴市启动I级应急响应。12月11日13时起，上虞区对进出该区域的高速公路、国省道公路、县乡道公路、村（社区）道路、车站、水路等出入口实施交通全面封控，除国计民生、疫情防控、应急救援等必需的保障类车辆、人员外，禁止其他一切车辆、人员进出上虞区域。
12月13日，在浙江省新冠肺炎疫情防控工作新闻发布会上，浙江省交通运输厅副厅长胡嘉临表示，杭州萧山区、宁波镇海区、绍兴上虞区人员严格限制通过铁路出省，杭州、宁波、绍兴等3个地市其他县、市、区的人员出省必须持有48小时内核酸检测阴性证明，执行时间延续至2022年3月15日。翌日凌晨，浙江省交通运输厅发布补充说明，仅中高风险地区及所在县（市、区）人员严格限制出省，上述区域降低风险等级后，出行政策将同步调整。浙江全省除绍兴东站、上虞站实行只进不出管控措施外，其他站均运行正常。截至13日15时，宁波、绍兴共停运公交线路247条，其中宁波镇海区、绍兴上虞区、嵊州市全线停运；全省轨道交通除杭州地铁临平、钱江世纪城等10个地铁站关闭或减少商业区出口，宁波轨道交通2号线孔浦至聪园路区段停运外，其他城市运行正常。出租车、网约车方面，宁波镇海区实行“只进不出”，绍兴上虞区全部停运；其他城市已停止向中高风险地区派单，暂停跨城业务和城市内拼车业务，禁止出租车前往管控区。全省省际客运班线受疫情影响停运151条，市际客运班线停运357条。浙江全省7个运输机场总体运行正常，进京航班方面，杭州到北京每日只保留一班，宁波到北京航班全部取消。同日，杭州市新冠肺炎疫情防控工作领导小组办公室下发通知，要求外地来杭返杭人员，入杭时需提供48小时核酸检测阴性报告。
12月14日，因上虞区疫情严重，绍兴市副市长陶关锋兼任上虞区委书记。
12月19日15时，宁波市应急响应等级从Ⅰ级下调至Ⅱ级，解除镇海区除蛟川街道封控区和管控区以外的封闭管理，镇海区城市客、货运正常通行，公交班线15时起逐步恢复运行，轨道交通20日起恢复运营（清水浦、五里牌、枫园三个站点暂停上下客）。各类商贸服务业、企业有序复工复产，中小学有序恢复教学。杭州市则有序放开社会面疫情防控措施，除上城区、拱墅区、萧山区外，其他区县（市）公共场所恢复正常开放。上城区、拱墅区、萧山区域内的棋牌室、酒吧、KTV、麻将房、剧本杀、桌游室、游泳馆等室内密闭公共场所暂不开放。
12月21日，在杭州全域均调整为为低风险地区后，除中高风险等相关地区来杭返杭的旅客，不再需要提供核酸检测阴性报告，但需要出示行程卡及健康码。
12月22日22时起，绍兴全市应急响应等级从Ⅰ级调整为Ⅱ级，上虞区分区分步有序推进工业企业复工复产。
12月25日16时起，宁波市解除全市突发公共卫生事件Ⅱ级应急响应，转为常态化疫情防控，解除镇海区蛟川街道封控区和管控区的临时封闭管理措施，将镇海区蛟川街道的临江小区、宁波市阿尔卑斯电子有限公司、甬记公寓从中风险区域调整为低风险区域，宁波市全域均为低风险。
12月31日9时起，绍兴市全域均为低风险，解除绍兴市疫情防控Ⅱ级响应。
2022年1月1日，北仑区新碶街道沿海村、申洲公司三部厂区及宿舍区列为中风险地区。宁波轨道交通1号线邬隘至霞浦区段6个站点临时停运。
1月6日起，金华市暂时关停室内密闭休闲场所，商场、超市暂不举办线下促销、展销活动，养老机构、儿童福利院、精神卫生机构实行全封闭式管理，暂停探视人员进出。景区、影剧院、图书馆、文化馆、美术馆、博物馆、体育馆等场所，接待人数不超过核定人数的50％；宗教活动和民间信仰活动场所内参加活动的人数不超过场所容纳规模的50％；餐饮场所提倡打包、减少堂食，按容量50%控制人数，隔位就座；承办5桌以上宴会等聚餐活动的餐饮单位需严格做好疫情防控工作。1月13日起，金华市（除永康市以外的其他县区市）恢复有序开放经营状态，但公共场所的接待人数不超过核定人数的75％，宗教活动和民间信仰活动场所内参加活动的人数不超过场所容纳规模的50％。从2022年1月20日18时起，解除永康市封控区、管控区和防范区的相关管控措施；解除Ⅱ级应急响应，转为常态化疫情防控。
1月26日，杭州市滨江区关停棋牌室、酒吧、KTV、麻将房、桌游室、游泳馆等室内密闭公共场所，饭店、餐馆按容量50%控制人数，隔位就座。图书馆、美术馆、博物馆、影剧院、体育馆、网吧等公共场所接待人数不超过核定人数的50％。1月31日16时30分起，富阳区行政区域范围内的高速公路、国省道、县乡村道、轨道交通、水路等实施交通管制，人员、车辆实行只进不出。2月11日、12日，杭州市滨江区、富阳区多个中风险地区下调风险等级为低风险区，转为常态化疫情防控。
3月3日10时起，苍南县部分景区、旅游集散中心及经营场所暂时关闭，全县所有公交线路均已暂停运营，龙港市K001路暂停运营。苍南站进站口封闭，温州机场也取消进京航班。
2022年5月27日起，杭州常态化核酸检测频次从48小时延长至72小时，並且72小时内未取得核酸采样或检测证明的人员不得进入公共场所，不得乘坐公共交通工具。
自2022年6月25日零时起，杭州常态化核酸检测频次从72小时延长至7天。
2022年12月5日起，杭州、宁波、温州、台州等地调整疫情防控相关措施，不再开展常态化核酸检测，实行“愿检尽检”。除养老院、福利院、中小学、幼儿园等特殊场所外，乘坐地铁、公交车等公共交通工具，进入公共场所，不再查验核酸检测阴性证明、不再扫“场所码”。通过药店购买“四类”药品的人员，不再要求核酸检测和赋码促检。

## 爭議
1月24日晚，由新加坡樟宜機場飛往杭州蕭山機場的新加坡酷航TR188航班，在未通知乘客下安排116名武漢籍人士同機，其中有人出現肺炎症狀有乘客聲稱，抵达後直接進入機場隔離區，大批醫護人員到場，質疑航空公司做法不妥。翌日，杭州市新型冠狀病毒肺炎防控指揮部通報指，涉事航班当晚10時許飛抵蕭山機場，機上共335名乘客。飛機着陆後，2名發燒的武漢籍旅客送往蕭山區第一人民醫院，其餘114名武漢籍旅客在機場賓館就地隔離，219名其他乘客安排在市委黨校集中醫學觀察。新加坡移民與關卡局在社交平台貼文，指外界流传武漢旅客被拒入境的消息是沒有根據的謠言，促請公眾至衞生部網站了解。而為116名乘客提供改簽到杭州的酷航也發表聲明，指由於飛往武漢的航班取消，公司提供全額退款和改簽回其它城市，其中110多人決定改簽飛至杭州。1月29日，杭州市通报该架航班上已有4名旅客被确诊为新型冠状病毒感染的肺炎，其中26日、28日各有2名被确诊。至2月2日通报，确诊病例增至6例，4日通报再有2名乘客被确诊，其中一名为非湖北旅行团旅客，至6日通报再有一名乘客被确诊。2月8日，TR188航班上的219名其他乘客被解除隔离。
1月25日晚，3架载有武汉籍乘客的国际及地区航班（亚洲航空AK1574号航班，来自亞庇國際機場；中国国际航空CA734号航班，来自素万那普国际机场；厦门航空MF842号航班，来自澳门国际机场）降落杭州萧山机场，杭州市派出萧山区为主的工作专班会同海关和机场方面对机上所有人员进行了测温等医学检查。3架飞机上共有武汉乘客25名，其中有1名发热病人，已送定点医院治疗，其余24名安排在定点宾馆医学观察。

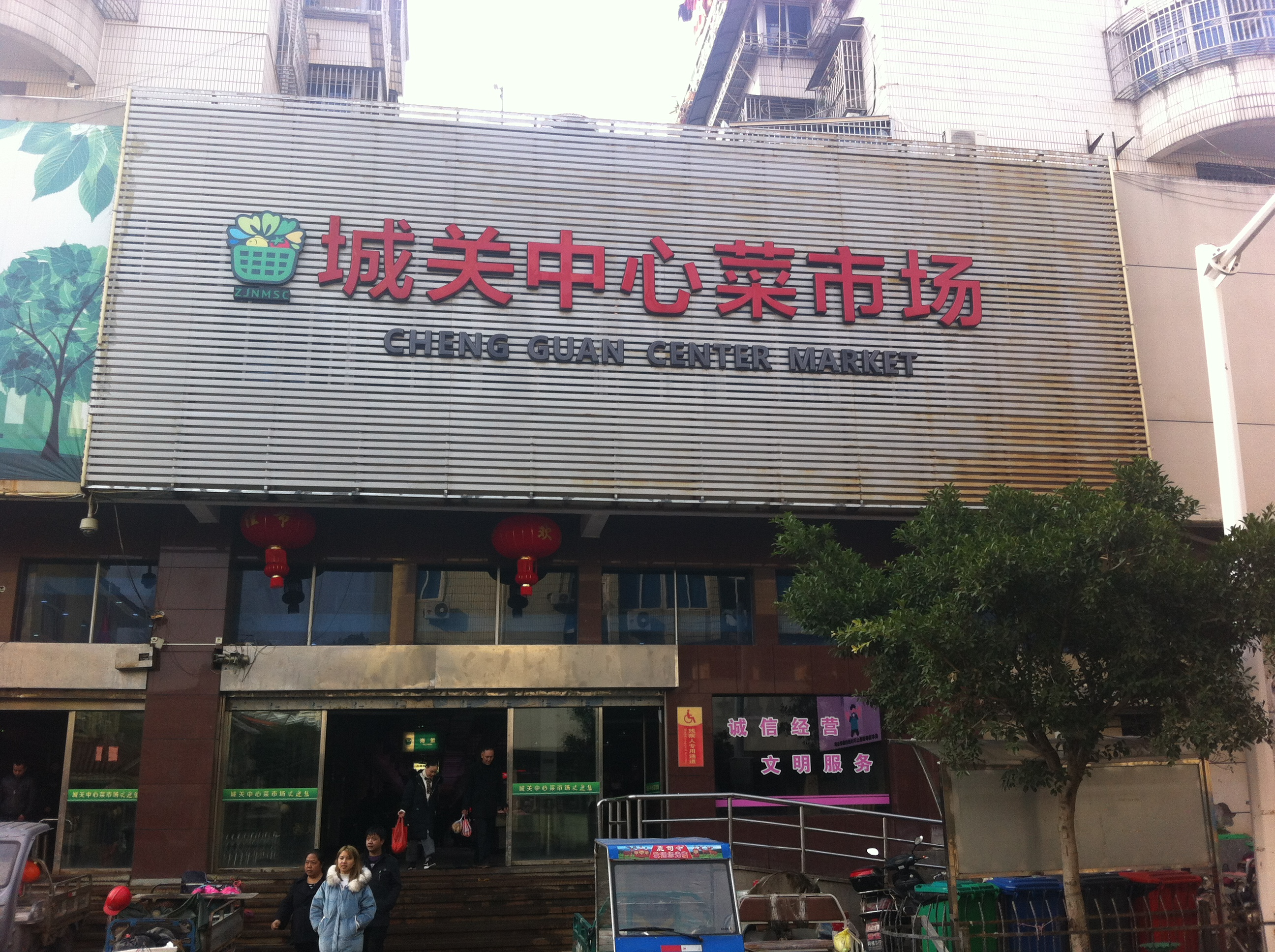
图为玉环市首例冠状病毒病确诊病例（“玉环板栗王”）所工作的玉环城关中心菜市场

2月15日，台州玉环市确诊第一例冠状病毒病例。确诊者为城关中心菜市场二楼37号摊位摊主，销售板栗，多次往返疫情严重的温州乐清并故意隐瞒行程，涉嫌以危险方法危害公共安全罪，已被玉环市公安局立案侦查。之后，此人被网友称为“玉环板栗王”、“板栗大姐”，在网络上引发热议。截至2月29日，玉环市为浙江省最后一个出现确诊病例的县级行政区。
3月19日，网络上流传“留学生回杭州硬闯小区”的消息。有传闻称，一16岁美国女留学生回杭州，未隔离检测直接回小区，女生父亲说已沟通过，可以居家隔离，但保安坚持原则不让进入，双方发生争执冲突。后经调查，该女留学生在留下栖泊酒店（西湖区集中隔离点）进行统一检查和体温测量。由于女留学生为未成年人，符合《杭州市新型冠状病毒感染的肺炎疫情防控工作领导小组关于印发八大机制的通知》（杭防组〔2020〕7号）的规定，属于不适宜集中隔离的人员，安排其进行居家隔离。
3月23日，在美国进修的演员徐娇回国后接受居家隔离遭到网民质疑，认为违反浙江省疫情防控工作领导小组发布的集中隔离规定，更质疑其有“特權”。翌日，徐娇在微博發文解釋，澄清自己是嚴格遵從社區安排，並不是擁有特權。
2021年8月10日，杭州市新增1例由美国入境的无症状感染者金某某。疾控部门对其进行流行病学调查发现，金某某入境集中隔离解除后，在居家健康观察和日常健康监测期间有外出购物、旅游行为，存在疫情传播风险。目前已对流调确定金某某的密接、次密接者全部落实隔离管控措施，相关风险人员实施日常健康监测，上述人员核酸检测结果均为阴性、未发现异常情况。对金某某违反疫情防控规定，居家健康观察、日常健康监测期间擅自离开居住场所造成的疫情传播风险，当地公安部门已依法对其立案调查。钱塘区白杨街道观澜社区对金某某落实管理要求不到位，造成管理对象擅自外出，产生涉疫风险。钱塘区有关部门对该社区主要负责人漏某某给予党内警告处分，金某某健康监测联络人诸某某给予党内严重警告处分。

## 關聯條目
- 2019冠狀病毒病疫情：中國大陸疫情、香港疫情、澳門疫情、臺灣疫情、日本疫情、馬來西亞疫情、新加坡疫情、泰國疫情、美國疫情、國際郵輪疫情
- 2019冠狀病毒病全球病例： 中國大陸病例
- 嚴重急性呼吸系統綜合症冠狀病毒2型
- 2019冠狀病毒病疫情相關爭議